# Заблукалий
«Заблукалий» — радянський художній телефільм, знятий в 1966 році режисером Семеном Тумановим, за сценарієм кіровського письменника Юрія Пєтухова (за його однойменним оповіданням). Телепрем'єра відбулася 1 квітня 1966 року, а 16 січня 1967 був випущений в прокат.

## Сюжет
У важкі післявоєнні роки тесляр Овсій (Микола Крючков), повернувшись з фронту, не захотів працювати в рідному розореному колгоспі і, кинувши сім'ю, подався в місто. Там він створив нову сім'ю з буфетницею Нюрою. Однак через багато років герой став болісно переживати розлуку з рідними місцями і сім'єю. Випадкова зустріч з його сином, що виріс, під час проводів в армію приводить Овсія до рішення налагодити відносини з першою сім'єю. Не відразу Пелагея пробачила невірного чоловіка, але заради дітей упокорила горду вдачу. Однак, доля продовжувала випробувати її: Овсій дізнався, що Нюрка потрапила до в'язниці за розтрату і сиротами залишилися двоє малюків.

## У ролях
- Микола Крючков — Овсій
- Лідія Смирнова — Пелагея
- Клара Лучко — Нюра
- Лариса Барабанова — Люся
- Іван Жеваго — Анатолій Іванович
- Клавдія Хабарова — Дашка
- Анатолій Шаляпін — Гриша
- Ольга Залігалова — Катя
- Олексій Єфремов — Вєнька
- Георгій Мілляр — колгоспник-візник
- Віра Алтайська — подруга Пелагеї
- Валентин Грачов — Толік
- Віктор Уральський — Степан
- Валентина Ананьїна — подруга Пелагеї
- Ія Маркс — Климівна
- Микола Погодін — Микола-гармоніст
- Віктор Маркін — фельдшер
- Олександра Данилова — Маруся

## Знімальна група
- Режисер — Семен Туманов
- Сценарист — Юрій Пєтухов
- Оператор — Ігор Черних
- Композитор — Володимир Рубін
- Художник — Василь Щербак